# Lloyd Bertaud
Lloyd W. Bertaud död 6 september 1927, var en amerikansk flygare.
Bertaud arbetade som test- och provflygare, bland annat för Junkers-Larsen company. Han och Eddie Stinson satte 29 december 1921 världsrekord i uthållighetsflygning utan tankning över Roosevelt Field Long Island. Piloterna använde ett Junkers-Larsen JL-6 monoflygplan. Flygtiden blev 26 timmar 19 minuter och 35 sekunder, innan de tvingades ner på grund av snöstorm över New York.   
16 november 1924 anställs han som postflygare, med fast placering i Cleveland Ohio. Han lämnade tjänsten som postflygare 2 juli 1927 för att tillsammans med Clarence Chamberlin genomföra en flygning över Atlanten. Under de år han flög post bokförde han 1 443 flygtimmar.
Chamberlin och Bertaud tänkte flyga ett plan som döpts till Columbia. Flygplanet var en enmotorig enkelvingad konstruktion av Giuseppe Bellanca. Deras mål var att genomföra den första nonstopflygningen mellan New York och Paris och därmed vinna Orteigpriset. Startplatsen Roosevelt Field användes redan som bas för två andra tävlande. De tre tävlande väntade ut bättre väder. Tidigt på morgonen 20 maj 1927 var det en pilot som ansåg att vädret klarnade upp. Klockan 7:45 startade Charles Lindbergh med sin Spirit of St. Louis på sin resa till Paris. (Chamberlin genomförde flygningen med Bellancaflygplanet med andrepiloten Charles Levine, men resans mål ändrades till Eisleben Tyskland, medan Bertaud hoppade av.)
Tillsammans med James DeWitt Hill bestämde man sig för att göra en längre flygning än Lindbergh, med start i New York och med målgång i Rom, Italien. 
Med ekonomiskt stöd av tidningsmannen William Randolph Hearst kunde man köpa ett Fokker F-VII-A flygplan som döptes till Old Glory. Man flyttade startplatsen till Orchard Beach Maine, där flygplanet iordnigställdes av Bertaud och Hill. Som passagerare, journalist och Hearsts representant följde Philip Payne från tidningen New York Daily Mirror med på flygningen. Man startade vid lunchtid 6 september 1927. Strax före midnatt sågs flygplanet från ett fartyg öster om Cape Race på Newfoundland i Newfoundland och Labrador. Runt kl 4 på morgonen hörde ett fartyg ett nödanrop från flygplanet. Flygplanet var utrustat med en vattentät radiosändare som kontinuerligt sände ut flygningens anropssignal (WRHP - William Randolph Hearst). Tanken med sändaren var att man skulle kunna följa flygplanets färdväg. Nu kom den till användning för att lokalisera var flygplanet havererat. När de första fartygen kom fram till platsen för det förmodade haveriet fanns inga spår efter flygplanet eller dess besättning. Eftersom det blåste upp till storm avbröts sökandet. 12 september sände Hearst ut fartyget S.S. Kyle för att leta efter spår och överlevande. Man lyckades hitta några vrakdelar från flygplanet, men inga spår efter besättningen.